# Javier López Estrada
Javier López Estrada (Torrelavega, Cantabria, 28 de diciembre de 1981) es un ingeniero y político español del Partido Regionalista de Cantabria (PRC). Fue teniente de alcalde y concejal de Empleo, Comercio, Industria y Turismo de Torrelavega entre 2015 y 2019. Desde las elecciones municipales de 2019 es alcalde de Torrelavega.

## Biografía
Es ingeniero de caminos, canales y puertos por la Universidad Alfonso X el Sabio e ingeniero técnico de obras públicas por la Universidad de Cantabria. En 2015 se convirtió en primer teniente de alcalde de su ciudad natal tras el pacto con el socialista José Manuel Cruz Viadero. En las elecciones de 2019 ganó las elecciones municipales al aventajar a su socio de gobierno por solo 218 votos, por lo que ambos se intercambiaron los papeles y López Estrada fue investido como el segundo alcalde regionalista en la historia de Torrelavega. También es diputado del Parlamento de Cantabria.
Es hijo de Francisco Javier López Marcano, alcalde de Torrelavega entre 1999 y 2003.